# منطقة فايسنبورغ غونتسنهاوزن
مِنْطَقَة ڤايسنٍُُبُورَغ غونتسنهَآُوزِن (بالأَلمانِيَّة: Landkreis Weißenburg-Gunzenhausen) هي دائِرَة أَلمانِيَّة تَّابعة لمُحافظة فرانكُونيا الوُسطَى في وِلاَية باڤارِيا في جُمهُوريَّة أَلمَانيَا الاِتّحاديّة. تضُمّ مِنطقَة ڤايسنٍُُبُورَغ غونتسنهاوزَن خَمسة مُدُن، وسِتَّة أَسواق، وسِتّ عَشر بلدَة بمِساحة تُقَدَّر بحَوالَي 971 كم2.

## معرض الصور

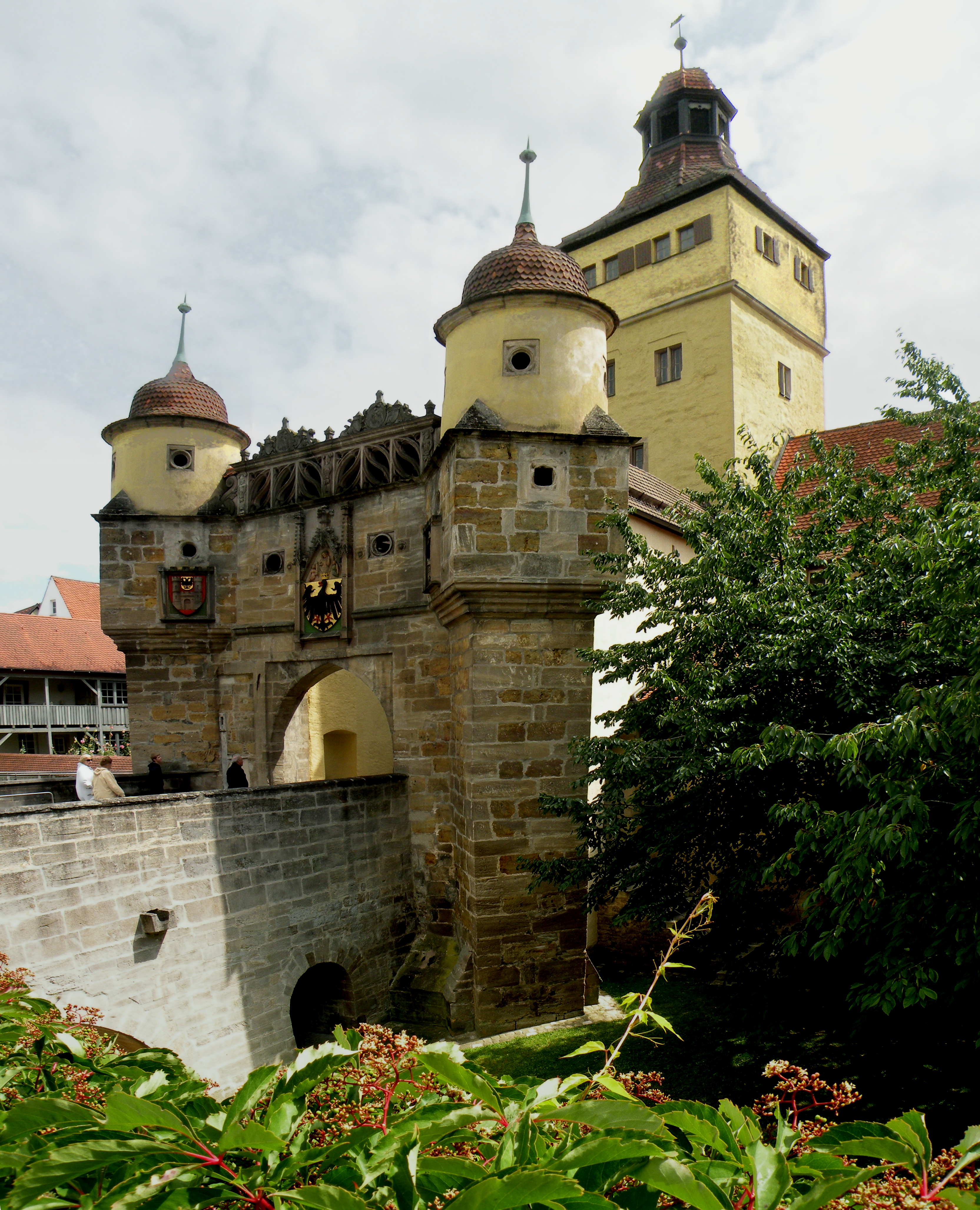
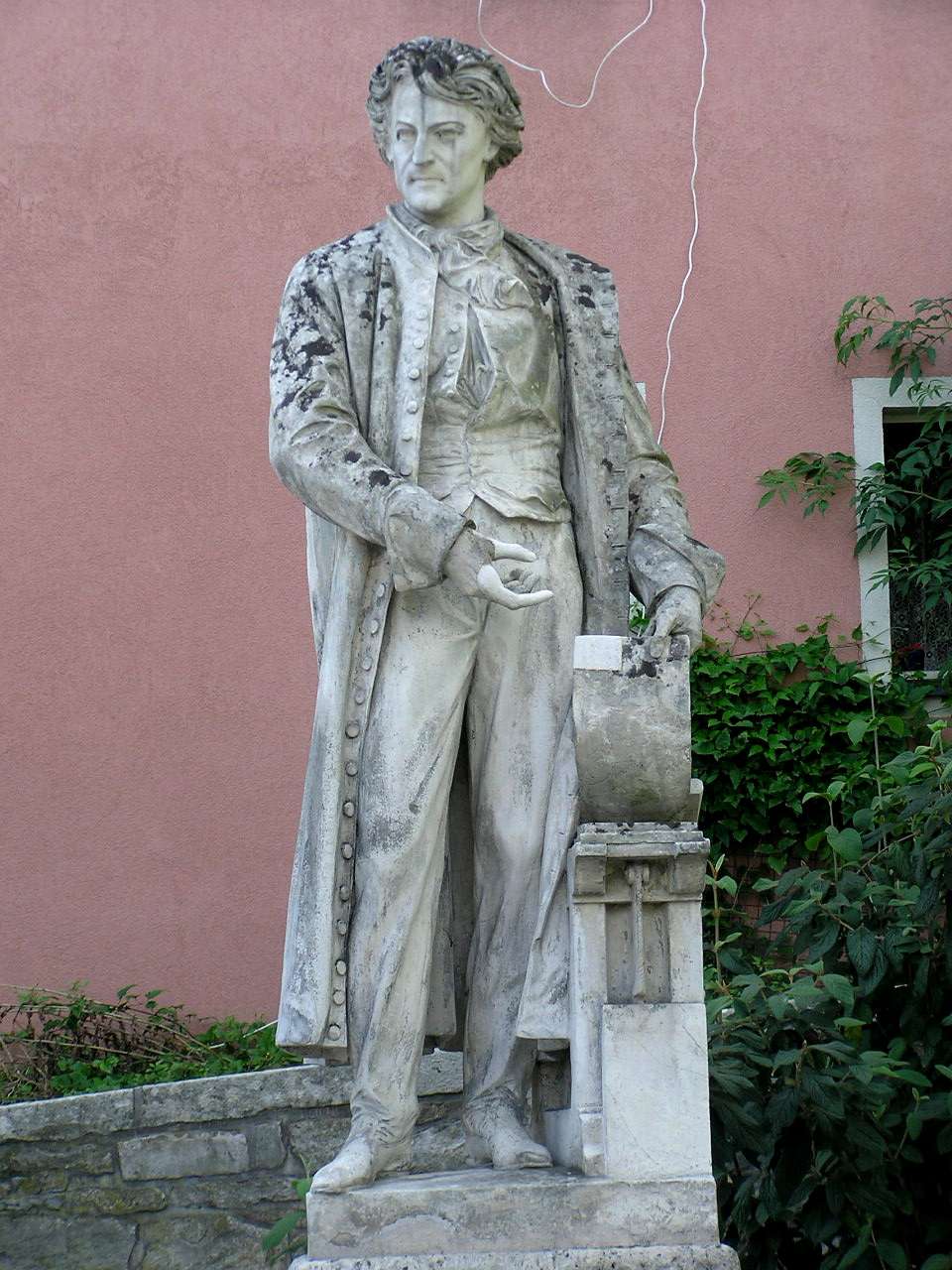
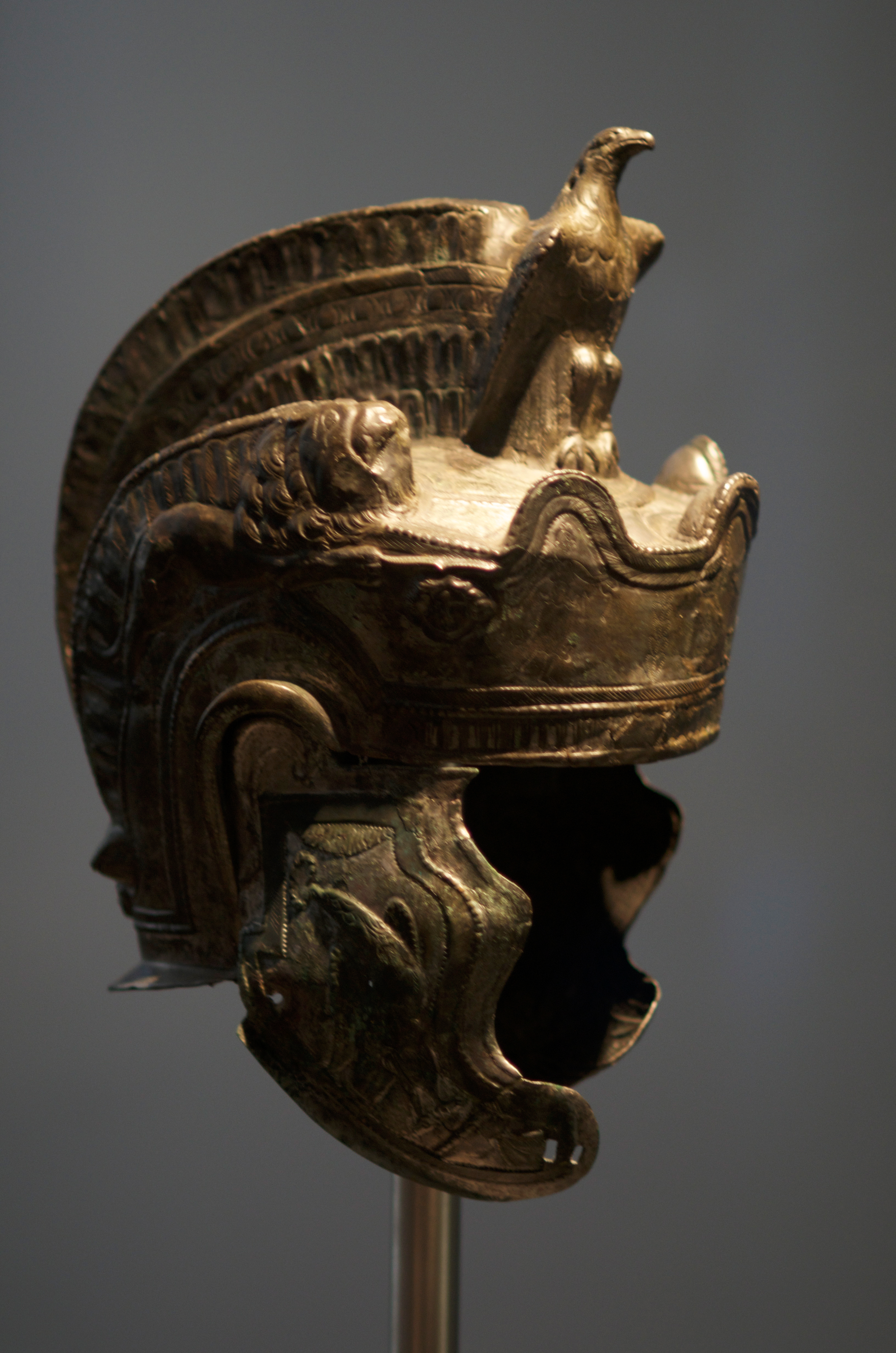
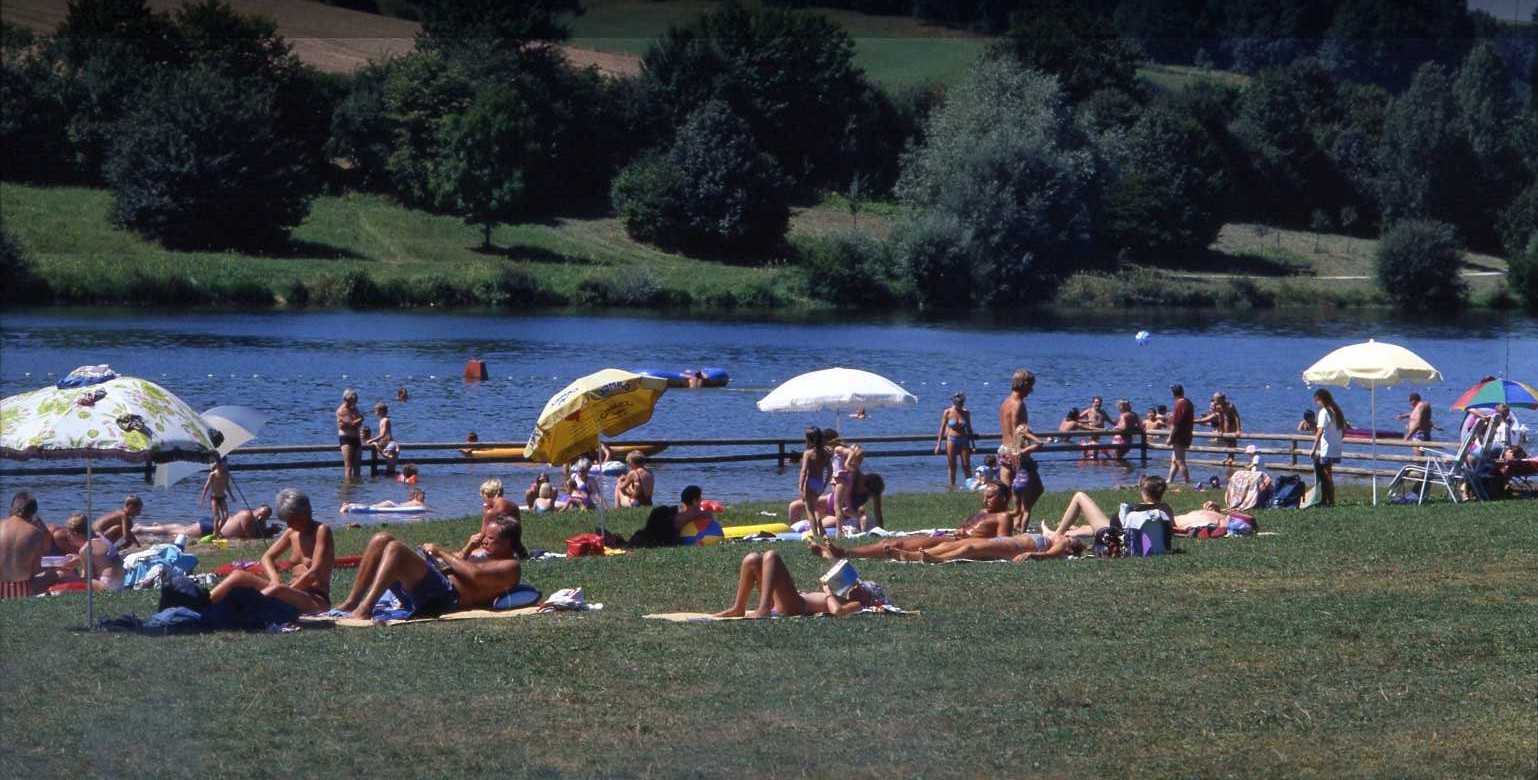

## التّقسِيمات الإِدارِيّة
تضُمّ مِنطقَة ڤايسنٍُُبُورَغ غونتسنهاوزَن خَمسة مُدُن، وسِتَّة أَسواق، وسِتّ عَشر بلدَة بمِساحة تُقَدَّر بحَوالَي 971 كم². وهي كالتَّالي:

### المُدن
| اِسم المدِينة       | ٱلِٱسم بالأَلمانِيَّة          | عَدد السُكَّان | المِساحَة (كم²) |
| ----------------- | ------------------------- | ---------- | ------------- |
| مدِينة إِيلِينغٌِن     | Stadt Ellingen            | 3٬713      | 31            |
| مدِينة غُونزِينهَآُوزِن | Stadt Gunzenhausen        | 16٬513     | 82            |
| مدِينة بَابِينَّهَايمّ   | Stadt Pappenheim          | 4٬057      | 64            |
| مدِينة ترُويشتلِينغٌِن | Stadt Treuchtlingen       | 12٬833     | 103           |
| مدِينة ڤايسنٍبُورَغ   | (Stadt Weißenburg (Bayern | 18٬256     | 97            |

### الأَسوَاق
| اِسم السُّوق      | ٱلِٱسم بالأَلمانِيَّة                 | عَدد السُكَّان | المِساحَة (كم²) |
| -------------- | -------------------------------- | ---------- | ------------- |
| سُوق أَبَسبِيرغٌ    | Markt Absberg                    | 1٬353      | 19            |
| سُوق غِنُوتزهَايمّ  | Markt Gnotzheim                  | 804        | 12            |
| سُوق هَآيْدِنَّهَايمّ  | (Markt Heidenheim (Mittelfranken | 2٬595      | 52            |
| سُوق بِيرُولِزهَايمّ | Markt Berolzheim                 | 1٬289      | 14            |
| سُوق نيِنّسلينغٌين | Markt Nennslingen                | 1٬395      | 21            |
| سُوق بِلِينفِيلِد   | Markt Pleinfeld                  | 7٬525      | 71            |

### البلدَات
| اِسم البلدَة         | ٱلِٱسم بالأَلمانِيَّة                  | عَدد السُكَّان | المِساحَة (كم²) |
| ------------------ | --------------------------------- | ---------- | ------------- |
| بَلْدَة آلِيسهَايمّ      | Gemeinde Alesheim                 | 970        | 20            |
| بَلْدَة بِيرغٌِن         | (Gemeinde Bergen (Mittelfranken   | 1٬117      | 19            |
| بَلْدَة بُورَغسَالآَخْ     | Gemeinde Burgsalach               | 1٬158      | 19            |
| بَلْدَة دِيِتِيِنَهَايمّ     | Gemeinde Dittenheim               | 1٬760      | 29            |
| بَلْدَة إِِيِتِيِنشَتَادت    | Gemeinde Ettenstatt               | 843        | 15            |
| بَلْدَة هاُوندُورف      | Gemeinde Haundorf                 | 2٬747      | 51            |
| بَلْدَة هُوتينغٌِن       | Gemeinde Höttingen                | 1٬141      | 19            |
| بَلْدَة لَانْغٌيِنْآلَتْهَايمّ | Gemeinde Langenaltheim            | 2٬210      | 39            |
| بَلْدَة مَآينْهَايمّ      | Gemeinde Meinheim                 | 859        | 16            |
| بَلْدَة مُوهَر أَم زِيّه   | Gemeinde Muhr am See              | 2٬262      | 11            |
| بَلْدَة بِفُوفِيلِد       | Gemeinde Pfofeld                  | 1٬520      | 17            |
| بَلْدَة بُولِسينغٌِن      | Gemeinde Polsingen                | 1٬842      | 34            |
| بَلْدَة رَآيتِينبُوخْ     | Gemeinde Raitenbuch               | 1٬201      | 38            |
| بَلْدَة سُولِنهُوفِن      | Gemeinde Solnhofen                | 1٬740      | 14            |
| بَلْدَة تهَآيلِينهُوفِن   | Gemeinde Theilenhofen             | 1٬117      | 20            |
| بَلْدَة ڤِيستهَايمّ      | (Gemeinde Westheim (Mittelfranken | 1٬155      | 28            |

## وصلات خارجية
- الصّفحة الرّسميّة لمِنطَقَة ڤايسنٍُبُورَغ غونتسنهَآُوزِن (بالألمانية)